# Modulidae
Modulidae là một họ ốc biển trong liên họ Cerithioidea.

## Chi
Các chi trong họ Modulidae gồm:
- Aplodon Rafinesque, 1819[6]
- † Modulostylina Bandel, 2006 - chỉ có 1 loài Modulostylina waageni Kittl, 1884 - từ Triass muộn[1]
- Modulus J. E. Gray, 1840 - chi đặc trưng